# Джим Джеффріс
Джоф Джеймс Ньюджент (англ. Geoff James Nugent ;14 лютого 1977), більш відомий як Джим Джефріс (англ. Jim Jefferies), — австралійський стендап комік, актор і письменник.

## Кар'єра
Джим Джефріс вперше досягнув міжнародної популярності після нападу на нього під час одного з виступів у Manchester Comedy Store. У майбутньому Джефріс використав відеозапис цього інцидента у одному зі своїх виступів. Зараз його можна побачити на DVD- диску 2008 Contraband. Великої слави у США Джим здобув після дебютного випуску його програми на телеканалі HBO.
Джефріс виступав на багатьох фестивалях, серед яких: англ. the Edinburgh Fringe, Montreal Comedy Festival (Just for Laughs), South African Comedy Festival Cape Town, Reading and Leeds Festivals and the Glastonbury Festival. Також брав участь у таких британських  гумористичних передечах як: англ. Never Mind the Buzzcocks, Have I Got News for You, The Heaven and Earth Show and 8 Out of 10 Cats та в американських: The Green Room with Paul Provenza. Джефріс також з'являвся у: The World Stands Up, Comedy Blue and Edinburgh та Beyond for Comedy Central.
Також з'являвся у багатьох радіопередачах, серед яких: BBC Radio 5 Live's Saturday morning sports show, і Opie and Anthony Fighting Talk.
Вів подкаст, Jim and Eddie Talkin' Shit (укр. Джим та Едді мелять дурниці) двічі на тиждень зі своїм другом коміком Едді Люфтом (англ. Eddie Ifft). Програму записували у домі Люфта. У грудні 2012, Джим покинув записи подкастів через проблеми з графіком у зв'язку зі зйомкою його серіалу «В нормі» (англ. Legit).
Прем'єра В нормі відбулась 17 січня на телеканалі FX. А другий сезон вийшов на телеекрани вже 26 лютого 2014 вже на каналі FXX. Серіал отримав позитивні відгуки через специфічне зображення людей з фізичними та психічними вадами. 14 травня 2014, оголосили, що зйомки третього серіалу не відбудуться.
У лютому 2014 року розпочав зйомки малобюджетного австралійського фільму «Я зі своїми друзями проти зомбі апокаліпсису» (англ. Me and My Mates vs the Zombie Apocalypse) з такими австралійськими коміками, як Грег Фліт (англ. Greg Fleet) і Алекс Вільямсон (англ. Alex Williamson). Реліз запланований на 2015 рік.
У 2019 році Джеффріс і Сюзанна Мартін розробили ситком Джеффріс для NBC, в якому Джеффріс зіграє роль вигаданої версії самого себе.
З травня 2020 року Джеффріс веде подкаст "Я не знаю про це" разом з Келлі Блекхарт, Форрестом Шоу та Джеком Геккетом.

## Стендап випуски
- Контрабанда — (обмежений випуск 5000 копій) Реліз: 10 листопада 2008 (UK Home Video)
- Клянусь Богом- Трансляція: 16 травня 2009; Реліз: 13 жовтня 2009 (US Home Video)
- Алкохолокост - Реліз: 8 листопада 2010 (Comedy Central UK DVD)
- Повністю функціональний — Реліз: листопад 2012
- Голий — Реліз: 29 серпня 2014 (Netflix)

## Особисте життя
Після того як Джефріс вісім років прожив у місті Кентіш він переїхав до Лос-Анджелеса, де проживає досі.
Одружений з акторкою Кейт Льюбен(англ. Kate Luyben). Їхній син Хенк народився 6 листопада 2012 року.
Джефріс фанат англійського футбольного клубу Fulham F.C. з часу його проживання у Лондоні. Також він вболівє за Los Angeles Dodgers.